# 石桥镇 (永新县)
石桥镇，是中华人民共和国江西省吉安市永新县下辖的一个乡镇级行政单位。宋代淳祐年间（1241-1252年）建村，以溪水环绕，初名环浒；明朝时也称还古；后产石灰有名，村东有日晖桥，易名石灰桥，简作石桥。1949年，境域分属城厢区（白水乡、合光乡、日光乡）及石桥区（官田乡、夏阳乡、石桥乡、双江乡）。1956年，境域分属日光乡、石桥乡、夏阳乡3个乡。1958年设石桥公社。1984年改乡，1998年改置镇。2001年日光乡并入。

## 历史轶事
1928年7月13日-7月15日，毛泽东率中国工农红军三十一团撤出永新县城进驻石桥村，通过发动群众，开展土地革命运动，为1928年7月“永新困敌”和中央苏区第二次反围剿战争扫清障碍。

## 行政区划
石桥镇下辖以下地区：
石桥街社区、石桥村、官田村、江背村、一山村、奇山村、黄岭村、梅荷村、垅中村、白鹭村、樟枧村、长溪村、沿曲村、燎原村、合光村、日光村和北岭村。

## 备注
1. ↑  明《徐霞客游记》：“余夙慕梅田之胜，亟索饭登崖，令舟子候于永新，余同静闻由还古（今石桥村）南行……”